# Баскалци
Баскалци је насељено место у општини Петрич у области Благоевград, Бугарска. Према попису из 2021. године било је 45 становника.
Према секретару Бугарске егзархије Димитру Мишеву, у Баскалцима је 1905. године живело 136 Словена хришћана. Баскалци су некадашња махала бившег села Игуменец.